# Юшенов, Павел Николаевич
Павел Николаевич Юшенов (1839—1879) — генерал-майор Русской императорской армии, публицист, переводчик, педагог, директор Владимиро-Киевской военной гимназии и благотворитель.

## Биография
Павел Юшенов родился 20 апреля 1839 года; происходил из дворян Московской губернии. Воспитывался в Московском кадетском корпусе, где окончил курс в 1855 году первым учеником и был занесен на мраморную доску. Но так как ему в то время едва минуло 16 лет, то его не могли выпустить офицером, и лишь по особому ходатайству, во внимание к тому, что он поступал в артиллерийскую академию для получения высшего образования и, следовательно, к строевой службе не готовился, он был произведен в прапорщики Финляндского лейб-гвардии полка, с прикомандированием к Михайловской военной артиллерийской академии.
В артиллерийской академии его способности скоро обратили на себя внимание профессора артиллерии генерала Александра Степановича Платова. Обязательное сочинение по артиллерии, написанное Юшеновым при выпуске, было помещено в «Артиллерийском журнале», пример едва ли не единственный до того времени в академии. Окончив в 1857 году курс академии, он был назначен сначала репетитором, а потом учителем артиллерии в Московский корпус, где он воспитывался, и в то же время был приглашен приватным преподавателем артиллерии в Александровский сиротский кадетский корпус, куда вскоре и перешёл на службу помощником инспектора классов.
Все свободное от службы время П. Н. Юшенов посвящал дальнейшему самообразованию. Зная хорошо с малолетства немецкий язык, он занялся обстоятельно изучением сначала французского, а потом английского языков для того, чтобы иметь возможность по подлинникам усваивать как предмет своей специальности, так и другие науки и литературу.
В 1863 году Павел Николаевич Юшенов отправился в Западный край и Царство Польское корреспондентом «Московских ведомостей»; его корреспонденции, помещавшиеся также и в «Русском вестнике» и читались тогда практически всей Россией.
В том же 1863 году он вернулся в Москву и был назначен помощником инспектора классов Александровского военного училища, только что преобразованного из Александровского сиротского кадетского корпуса, а в следующем году Юшенов был назначен инспектором классов того же училища. Время от времени он продолжал помещать свои статьи, преимущественно критического содержания, в тех же «Московских ведомостях» и «Русском вестнике».
В 1870 году Павел Николаевич Юшенов был назначен состоять при главном управлении военно-учебных заведений. Располагая более свободным временем в этой должности, он поехал за границу, где занимался изучением военных школ во Франции и в Германии и в это же время перевел с французского языка на русский книгу Демижо и Мантучи, под заглавием: «Средние учебные заведения в Англии и Шотландии». Книга эта представляет полную картину среднеобразовательных английских школ, с критической оценкой тех исправительных мер, которые в них практикуются. По оценкам современников, «прекрасный перевод этой книги вполне соответствует богатству её содержания».
В декабре 1871 года он был назначен директором военной гимназии в городе Киеве, которая имела обширный интернат в пятьсот человек и всецело погрузился в заботы об этой гимназии, поэтому у него уже не оставалось времени на литературные занятия; Юшенов напечатал за это время лишь две полемические статьи в «Русском вестнике» за 1878 год, в которых указал одному профессору капитальные ошибки в изданном им курсе по вопросу о школах Франции, Германии и Великобритании.
Павел Николаевич Юшенов скоропостижно скончался от инсульта 5 апреля 1879 года в Москве и был похоронен на Новодевичьем кладбище города. По духовному завещанию, в распоряжение Петербургской академии наук он оставил весьма значительный по тем временам капитал в 25 тысяч рублей, с тем чтобы из процентов с этой суммы каждые пять лет выдавалась премия за лучшее сочинение по математике, физика и медицине.
Уже после смерти Юшенова стало известно, что он на свои личные сбережения обучал на женских учебных заведениях нескольких девочек — сестёр своих воспитанников из наиболее бедных семей, причём делал инкогнито, нигде не афишируя свою благотворительность.